# چالگاه
چالگاه(به کردی: چاڵگە، Çallge) روستایی از توابع بخش زیویه در شهرستان سقز است که در استان کردستان ایران قرار دارد.

## جمعیت
این روستا در دهستان تیلکوه واقع شده و براساس سرشماری سال ۱۳۸۵، جمعیت آن ۷۹ نفر (۱۴ خانوار) بوده‌است.